# Anaphalioides bellidioides
Anaphalioides bellidioides là một loài thực vật có hoa trong họ Cúc. Loài này được (G.Forst.) Glenny mô tả khoa học đầu tiên năm 1997.